# Очиток

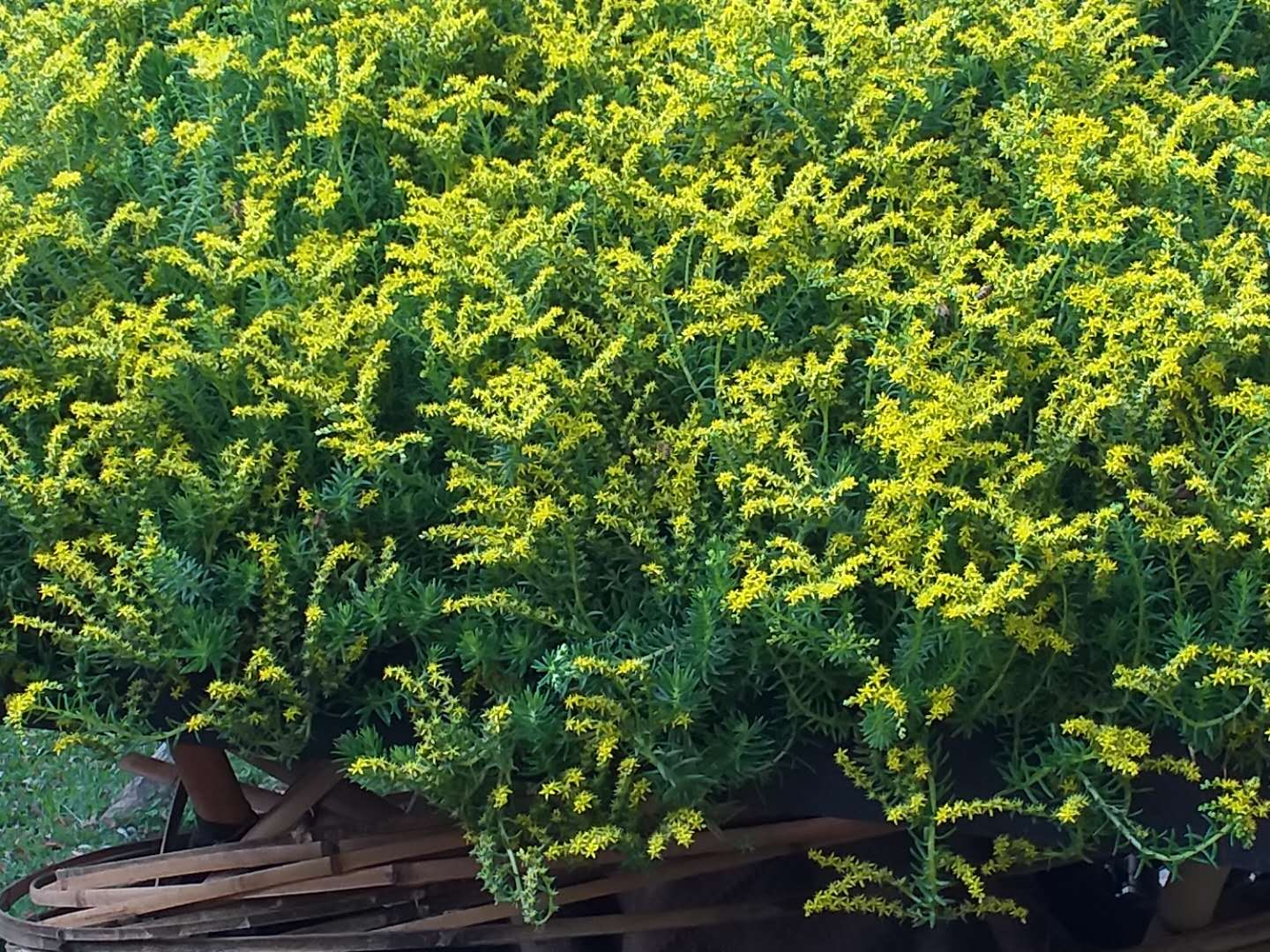
Sedum lineare

Очи́ток, или Се́дум (лат. Sedum), — род суккулентных растений семейства Толстянковые.

## Название
Научное родовое название Очитка (лат. Sedum) происходит от лат. sedare — усмирять (сочные листья действуют как болеутоляющее средство от ран) или sedere — сидеть (многие виды распростёрты по земле). Английский ботаник Г. Роули, специалист по суккулентным растениям  полагает другоеː от лат. sedo — буквально «я сижу» (о растениях, располагающихся на стенах и скалах).
Русское название рода Очиток заимствовано из украинского языка и восходит к укр. очисток, поскольку растение применяется как лечебное очищающее средство.
Некоторые русские народные названия видов очитка — скрипун, заячья трава, заячья капуста, грыжная трава, лихорадочная трава.

## Распространение и экология
Произрастает в Евразии, Африке, Северной и Южной Америке. Предпочитает луга, сухие склоны.

## Ботаническое описание
Многолетние, реже двулетние травянистые растения, реже полукустарники или кустарники.
Листья мясистые, цельные, обычно очерёдные и сидячие. Цветки звёздчатые, актиноморфные, обоеполые, собраны в зонтиковидные, щитковидные или кистевидные плотные соцветия.
Цветение — летом или осенью.
При культивировании растения размножают укоренением побегов, делением кустов и семенами.

## Классификация

### Таксономия
Sedum L., 1753, Sp. Pl.: 430
Род Очиток относится к семейству Толстянковые (Crassulaceae) порядка Камнеломкоцветные (Saxifragales). Кладограмма в соответствии с Системой APG IV по состоянию на декабрь 2023 года:
|  |                          |  |                                   |                                   |              |  | еще 14 семейств |             |             |                                                              |
|  |                          |  |                                   |                                   |              |  |                 |             |             | 474 подтвержденных вида и 166 видов, ожидающих подтверждения |
|  |                          |  |                                   | порядок Камнеломкоцветные         |              |  |                 |             | Очиток      |                                                              |
|  |                          |  |                                   | порядок Камнеломкоцветные         |              |  |                 |             | Очиток      |                                                              |
|  | клада Цветковые растения |  |                                   |                                   | Толстянковые |  |                 |             |             |                                                              |
|  | клада Цветковые растения |  |                                   |                                   |              |  |                 |             |             |                                                              |
|  |                          |  | ещё 63 порядка цветковых растений | ещё 63 порядка цветковых растений |              |  |                 | еще 52 рода | еще 52 рода |                                                              |
|  |                          |  |                                   | ещё 63 порядка цветковых растений |              |  |                 |             | еще 52 рода |                                                              |

### Виды
Род (в широком смысле) насчитывает около 600 видов.
Некоторые из них:
- Sedum acre L. typus[9] — Очиток едкий
- Sedum album L. — Очиток белый
- Sedum atratum L. — Очиток черноватый
- Sedum brevifolium DC. — Очиток коротколистный
- Sedum compressum Rose — Очиток сжатый
- Sedum dasyphyllum L. — Очиток густолистный
- Sedum gracile C.A.Mey. — Очиток тонкий
- Sedum greggii Hemsl. — Очиток Грегга
- Sedum hirsutum All. — Очиток волосистый
- Sedum hispanicum L. — Очиток испанский
- Sedum lineare Thunb. — Очиток линейный
- Sedum moranense Kunth — Очиток моранский
- Sedum oregonense (S.Watson) M.Peck — Очиток орегонский
- Sedum pachyphyllum Rose — Очиток толстолистный
- Sedum palmeri S.Watson — Очиток Пальмера
- Sedum rupestre L. — Очиток скальный
- Sedum sediforme (Jacq.) Pau — Очиток седолистный
- Sedum sexangulare L. — Очиток шестирядный, или Очиток шестиугольный
- Sedum spathulifolium Hook. — Очиток лопатчатолистный
- Sedum spurium M.Bieb. — Очиток ложный
- Sedum stahlii Solms — Очиток Сталя
- Sedum stenopetalum Pursh — Очиток узколистный
- Sedum telephium L. [10] — Очиток обыкновенный [syn. Hylotelephium telephium (L.) H.Ohba]

### Синонимы
- Altamiranoa Rose
- Amerosedum Á.Löve & D.Löve
- Balfouria (H.Ohba) H.Ohba
- Breitungia Á.Löve & D.Löve
- Cepaea Fabr.
- Chetyson Raf.
- Clausenellia Á.Löve & D.Löve
- Cockerellia (R.T.Clausen & Uhl) Á.Löve & D.Löve
- Helladia M.Kral
- Hjaltalinia Á.Löve & D.Löve
- Macrosepalum E.Regel & Schmalhausen in E.Regel
- Monanthella A.Berger
- Ohbaea V.V.Byalt & I.V.Sokolova
- Procrassula Griseb.
- Rhodia Adans.
- Sedastrum Rose
- Sedella Britton & Rose
- Telmissa Fenzl
- Triactina Hook.f. & Thomson

## Галерея

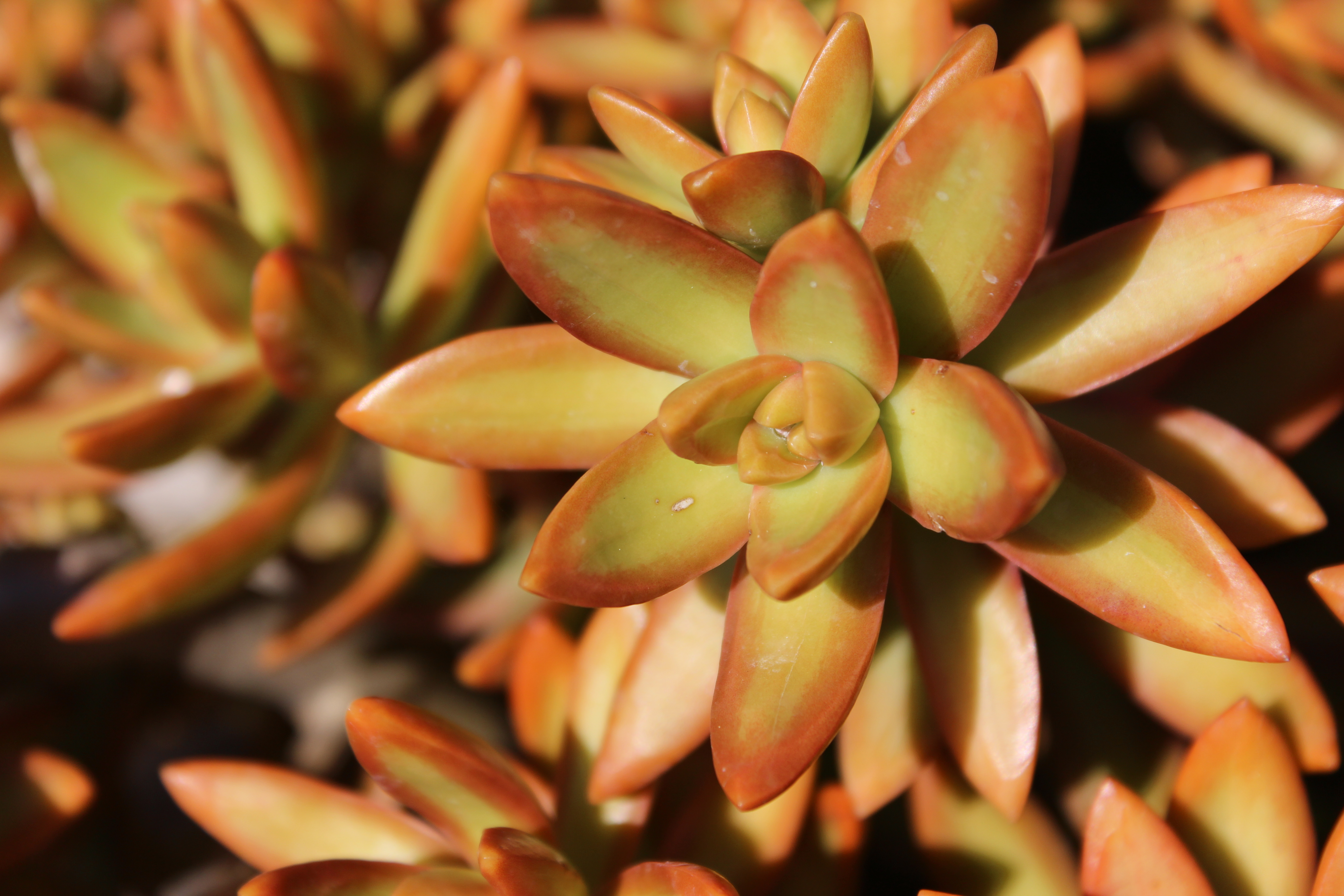
Sedum adolphii
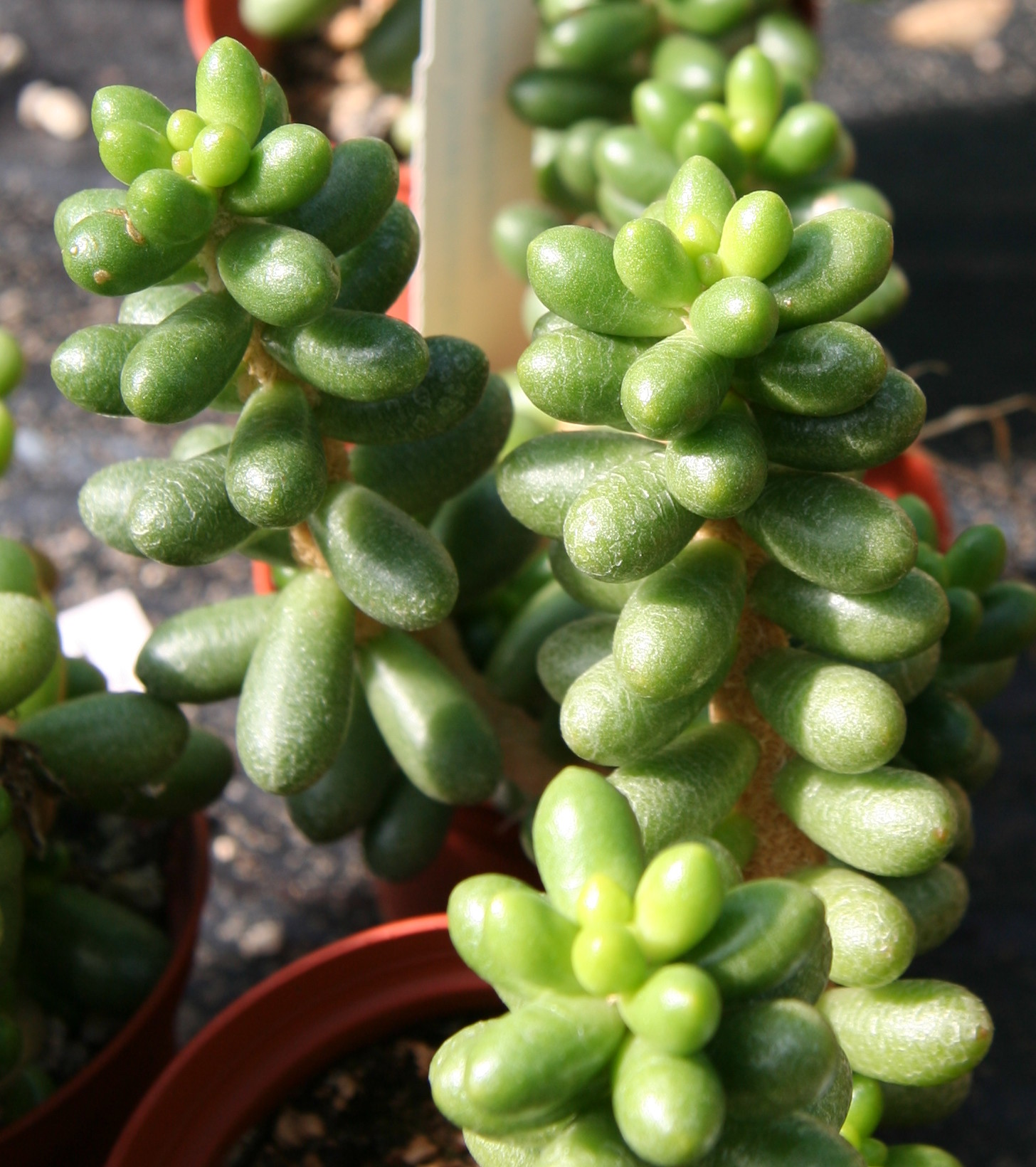
Sedum hernandezii
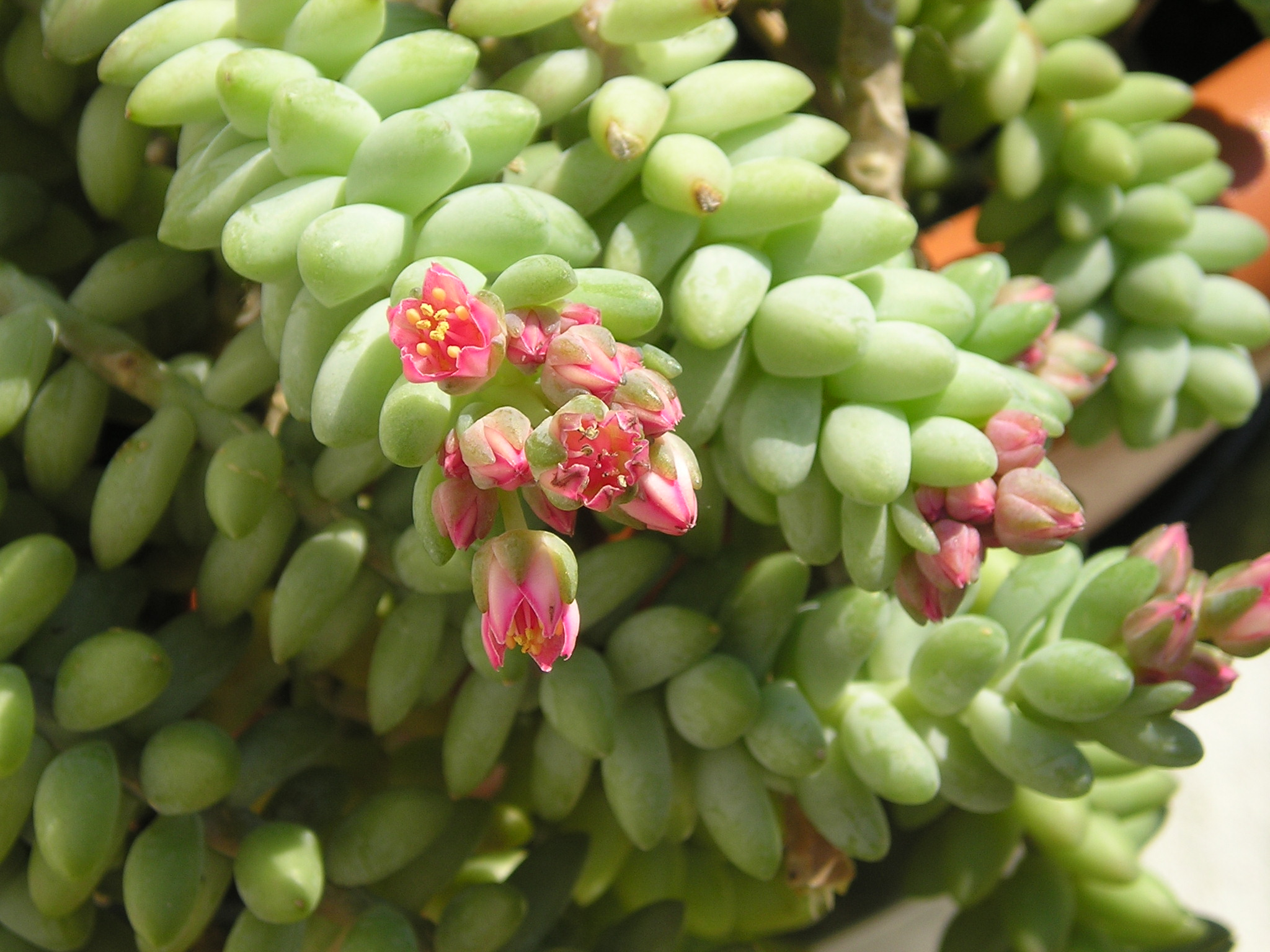
Sedum morganianum
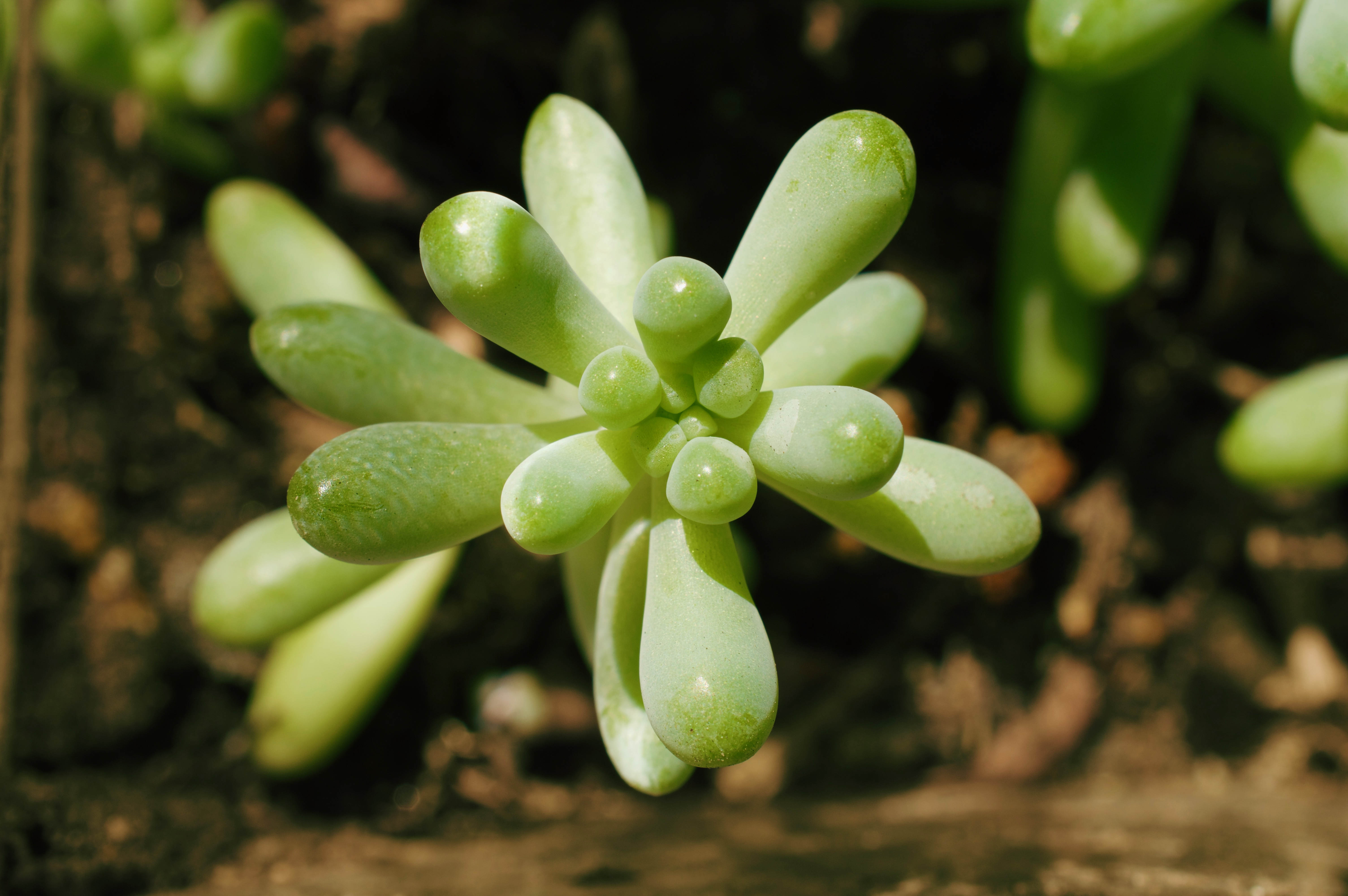
Sedum pachyphyllum
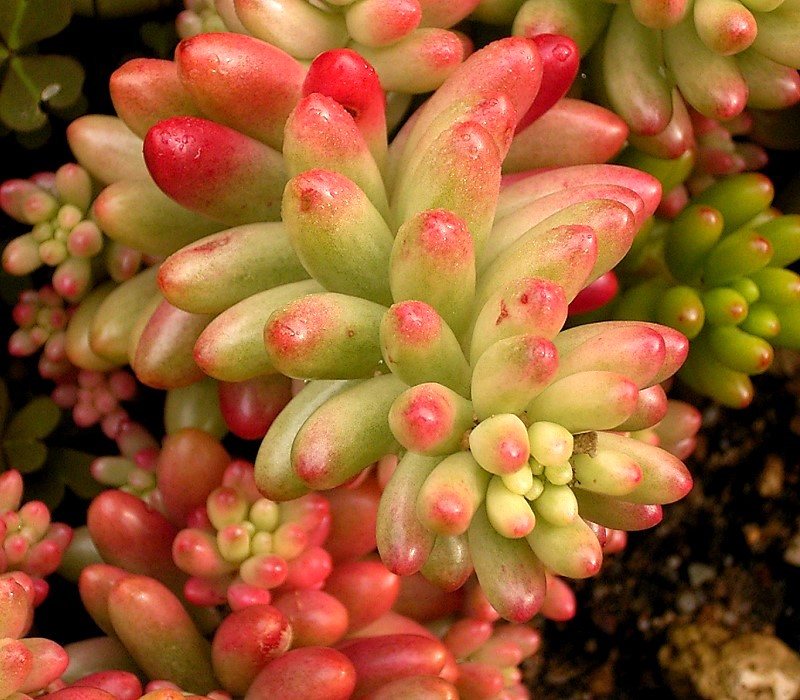
Sedum rubrotinctum